# Lucas Rey (hockey sur gazon)
Ne doit pas être confondu avec Lucas Rey (rugby à XV).
Pour les articles homonymes, voir Rey.
Lucas Rey est un joueur argentin de hockey sur gazon né le 11 octobre 1982 à Rosario. Il a remporté avec l'équipe d'Argentine la médaille d'or du tournoi masculin aux Jeux olympiques d'été de 2016 à Rio de Janeiro.